# Mario Tomić (balonmanista)
Mario Tomić (Zagreb, 20 de junio de 1988) es un jugador de balonmano croata que juega de pívot.
Durante su carrera ha jugado también como portero. Es internacional con la selección de balonmano de Catar.

## Palmarés internacional
| Campeonato Asiático | Campeonato Asiático | Campeonato Asiático | Campeonato Asiático |
| Año                 | Lugar               | Medalla             |                     |
| ------------------- | ------------------- | ------------------- | ------------------- |
| 2020                | Ciudad de Kuwait    | Medalla de oro      |                     |
| 2024                | Baréin              | Medalla de oro      |                     |

## Clubes
- RK Medveščak (2006-2011)
- RK Siscia (2011-2012)
- Al Sadd (2012-2017)
- RK Nexe Našice (2017-2024)